# Þór Whitehead
Þór Whitehead (* 19. August 1943) ist ein isländischer Historiker. Er ist Professor an der Universität Island.
Þór Whitehead forschte intensiv über die Geschichte Islands während des Zweiten Weltkrieges und des Kalten Krieges. Sein bekanntestes Werk ist die mehrbändige Reihe „Ísland í síðari heimsstyrjöld“ („Island im Zweiten Weltkrieg“). Er wurde an der University of Oxford promoviert und 1981 Professor für Geschichte an der Universität in Reykjavík. Von 1983 bis 1985 leitete er das dortige Institut für Geschichte als dessen Direktor. Von 1986 bis 1988 war er Humboldt Fellow am Militärgeschichtlichen Forschungsamt der Bundeswehr in Freiburg im Breisgau. 2002/03 und 2005/06 hielt er Gastprofessuren in Frankreich.

## Werke
- Kommúnistahreyfingin á Íslandi 1921–1934. (The Communist Movement in Iceland). 1921–1934). 1979.
- Ísland í sídari heimsstyrjöld. (Iceland in the Second World War). Bände I-IV, 1980–1999.
- Íslandsaevintýri Himmlers 1935–1937. (Himmler's Iceland Adventure 1935–1937). 1988.
- The Ally Who Came in from the Cold. A Survey of Icelandic Foreign Policy 1946–1956 1998.
- Ísland í hers höndum. (Iceland and the Allied Military Presence. Pictures from a War 1939–1945. 2002.